# Nuevo Israel, Jalisco
Nuevo Israel är en ort i Mexiko.   Den ligger i kommunen Tonalá och delstaten Jalisco, i den centrala delen av landet, 500 km väster om huvudstaden Mexico City. Nuevo Israel ligger 1 441 meter över havet och antalet invånare är 611.
Terrängen runt Nuevo Israel är kuperad åt nordost, men åt sydväst är den platt. Runt Nuevo Israel är det tätbefolkat, med 476 invånare per kvadratkilometer. Närmaste större samhälle är Guadalajara, 13,5 km väster om Nuevo Israel. Runt Nuevo Israel är det i huvudsak tätbebyggt.